# José Hernando Alberdi
José Hernando Alberdi (Éibar 1915 - San Sebastián 1994) fue un industrial y alcalde de Éibar (España) en 1962.
En su legislatura tuvo que hacer frente a una gran precariedad económica dando preponderancia  a los proyectos educativos como la creación del Instituto,  la Universidad Laboral de Éibar, 12 aulas en Amaña y 24 viviendas para maestros.
Registró varias patentes como por ejemplo el perfeccionamiento en bomba de inflado de neumáticos denominado Heta y un calendario perpetuo.

## Biografía

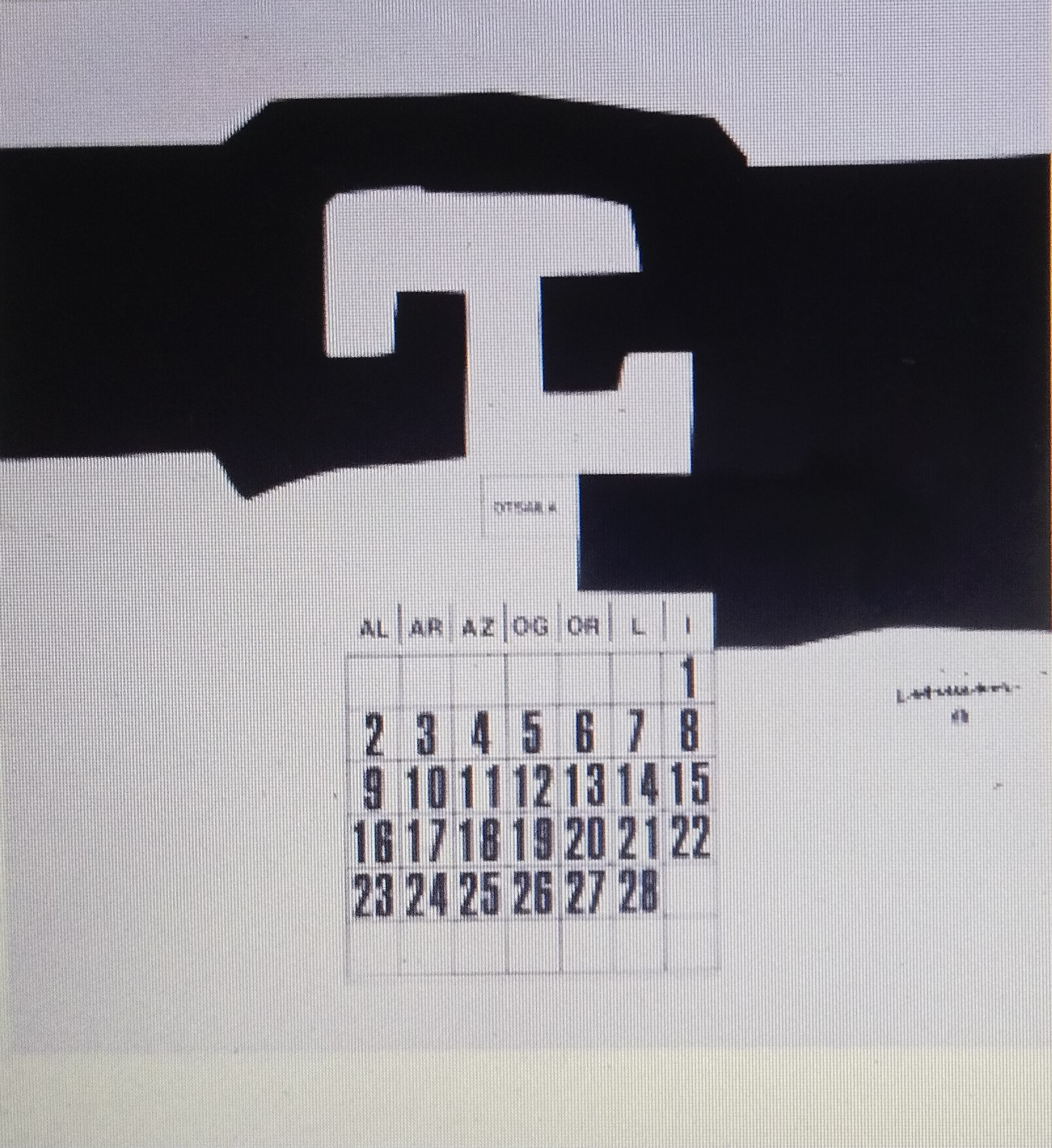
Calendario perpetuo de ASPACE con obra de Chillida y Hernando

Procedente de una familia de origen humilde, José tuvo una formación  autodidacta. 
Trabajó como contable en la empresa Orbea y creó un taller industrial para la fabricación de hinchadores de neumáticos  y timbres para bicicletas.
ASPACE  editó el calendario perpetuo de Hernando  con 500 ejemplares ilustrados con una obra original  de Eduardo Chillida realizada expresamente para ello.